# M/B Ozalj
M/B Ozalj je klasični putnički brod za lokalne linije u sastavu flote hrvatskog brodara Jadrolinije. Izgrađen je 1955. u brodogradilištu Brodograđevna indurstrija Split. Do 1991. plovio je pod imenom Valjevo.
Kapaciteta je 300 putnika.